# Nationales Olympisches Komitee Aserbaidschans
Das Azərbaycan Milli Olimpiya Komitəsi ist das Nationale Olympische Komitee von Aserbaidschan.

## Geschichte
Das NOK wurde 1992 gegründet und ein Jahr später vom Internationalen Olympischen Komitee anerkannt.